# Transports en commun d'Oloron-Sainte-Marie
La Navette est le réseau de transport en commun qui dessert la commune d'Oloron-Sainte-Marie depuis le 18 juin 2011. Ce réseau est géré par les Transporteurs du piémont oloronais (TPO).

## Historique
La Navette est né de la volonté de la municipalité d'Oloron-Sainte-Marie d'améliorer les déplacements à l'intérieur de son territoire où 80 % des déplacements se font en voiture.

### Réseau de 2011

Ancien logo de la navette

Lors de la création du service municipal de navette, le réseau est co-exploité par "Citram Pyrénées" qui fournit le véhicule et par "TPO" qui fournit le personnel. Le réseau est constitué de quatre lignes numérotées de 1 à 4.
| No | Parcours                                                                                              |
| -- | --- |
| 1  | Gare SNCF - Pondeilh - Stade - Piscine - Place de Jaca - Jardin Public - Gare SNCF                    |
| 2  | Gare SNCF - Sainte-Marie - Place de Jaca - Rue Barthou - Lycée IV Septembre - Gare SNCF               |
| 3  | Gare SNCF - Saint-Pierre - Notre-Dame - Hôpital - Salle Palas - Gare SNCF                             |
| 4  | Gare SNCF - Sainte-Marie - Hôpital - Notre-Dame - Sainte-Croix - Rue Barthou - Mendiondou - Gare SNCF |

### Réseau de 2014
Le réseau est restructuré et change d'exploitant pour les "Autocars Souletins". Le réseau est constitué de deux lignes numérotées de 1 et 2.
| No | Parcours |
| -- | --- |
| 1  | Gare SNCF - Centre Hospitalier Saint-Pée - Stade Saint-Pée Lycée Guynemer - Piscine - Cité Administrative - Place de Jaca - Jardin Public - Gare SNCF |
| 2  | Gare SNCF - Les Trams - Place de Jaca - Union - Sainte-Croix - Notre-Dame - Jouhaux - Centre Hospitalier - Cimetière Sainte-Marie - Gare SNCF         |

### Extension de réseau de 2023
Le réseau est augmenté par la "Navette Périurbaine" qui dessert huit communes limitrophes d'Oloron Sainte-Marie : Ledeuix, Estos, Goès, Précilhon, Bidos, Agnos, Gurmençon et Moumour.
Les 4 lignes périurbaines ont pour origine et destination le pôle Gare SNCF d'Oloron-Sainte-Marie, elles sont numérotées de A et D.
| No | Parcours |
| -- | --- |
| A  | Gare SNCF - Notre-Dame - Navarrot - Bero Bisto (Estos) - Prats (Estos) - Lotissement du Château (Ledeuix) - Mairie (Ledeuix) - Lotissement du Château (Ledeuix) - Prats (Estos) -Bero Bisto (Estos) - Fleming - Tassigny - Navarrot - Gambetta - Gare SNCF       |
| B  | Gare SNCF - Jaca - Gloriette (Agnos) - Lotissement du Binet (Agnos) - Église (Gurmençon) - Place d'Anchet (Agnos) - Logecoop (Gurmençon) - Salle polyvalente (Bidos) - Mairie (Bidos) - Rond-point du Portugal - Cité Administrative - Place de Jaca - Gare SNCF |
| C  | Gare SNCF - Notre-Dame - Navarrot - École (Goès) - Mairie (Précilhon) - École (Précilhon) - Eglise (Goès) - Fleming - Tassigny - Navarrot - Gambetta - Gare SNCF                                                                                                 |
| D  | Gare SNCF - Les Trams - 8 Mai - Pyrénées - Bialé (Moumour) - Église (Moumour) - La Serre (Moumour) - Salle Palas - Fleming - Tassigny - Gare SNCF |

## Lignes du réseau

### Présentation
Lors du renouvellement de la délégation de service public en 2014, la Ville choisi "TPO Transports du Piémont Oloronais" pour assurer l'exploitation de son nouveau réseau. Un nouveau véhicule est également acheté et sa couleur est rose afin d'être plus visible.

### Lignes urbaines
| Ligne | Caractéristiques | Caractéristiques                                                               | Caractéristiques                                                               | Caractéristiques                                                               | Caractéristiques                                                               | Caractéristiques                                                               | Caractéristiques                                                               | Caractéristiques                                                               | Caractéristiques                                                               |
| 1     | (Circulaire) Oloron-Sainte-Marie — Pôle Gare ⥋ Oloron-Sainte-Marie — Pôle Gare | (Circulaire) Oloron-Sainte-Marie — Pôle Gare ⥋ Oloron-Sainte-Marie — Pôle Gare | (Circulaire) Oloron-Sainte-Marie — Pôle Gare ⥋ Oloron-Sainte-Marie — Pôle Gare | (Circulaire) Oloron-Sainte-Marie — Pôle Gare ⥋ Oloron-Sainte-Marie — Pôle Gare | (Circulaire) Oloron-Sainte-Marie — Pôle Gare ⥋ Oloron-Sainte-Marie — Pôle Gare | (Circulaire) Oloron-Sainte-Marie — Pôle Gare ⥋ Oloron-Sainte-Marie — Pôle Gare | (Circulaire) Oloron-Sainte-Marie — Pôle Gare ⥋ Oloron-Sainte-Marie — Pôle Gare | (Circulaire) Oloron-Sainte-Marie — Pôle Gare ⥋ Oloron-Sainte-Marie — Pôle Gare | (Circulaire) Oloron-Sainte-Marie — Pôle Gare ⥋ Oloron-Sainte-Marie — Pôle Gare |
| ----- | --- | ------------------------------------------------------------------------------ | ------------------------------------------------------------------------------ | ------------------------------------------------------------------------------ | ------------------------------------------------------------------------------ | ------------------------------------------------------------------------------ | ------------------------------------------------------------------------------ | ------------------------------------------------------------------------------ | ------------------------------------------------------------------------------ |
| 1     | Ouverture / Fermeture 1er avril 2014 / — | Longueur —                                                                     | Durée 21 min                                                                   | Nb. d’arrêts 19                                                                | Matériel Minibus                                                               | Jours de fonctionnement L, Ma, Me, J, V, S                                     | Jour / Soir / Nuit / Fêtes O / N / N / N                                       | Voy. / an —                                                                    | Exploitant TPO                                                                 |
| 1     | Desserte : - Villes et lieux desservis : Oloron-Sainte-Marie (Pôle Gare, Les Trams, Centre Hospitalier Saint-Pée, Stade Saint-Pée, Piscine, Rond-Point du Portugal, Cité Administrative, Place de Jaca, Jardin Public, La Poste) - Gare(s) desservie(s) : Gare d'Oloron-Sainte-Marie |                                                                                |                                                                                |                                                                                |                                                                                |                                                                                |                                                                                |                                                                                |                                                                                |
| 1     | Autre : - Arrêts non accessibles aux UFR : — - Particularités : - - Date de dernière mise à jour : 12 avril 2015. |                                                                                |                                                                                |                                                                                |                                                                                |                                                                                |                                                                                |                                                                                |                                                                                |
| 1     | Dernière actualisation : — |                                                                                |                                                                                |                                                                                |                                                                                |                                                                                |                                                                                |                                                                                |                                                                                |
| 2     | (Circulaire) Oloron-Sainte-Marie — Pôle Gare ⥋ Oloron-Sainte-Marie — Pôle Gare | (Circulaire) Oloron-Sainte-Marie — Pôle Gare ⥋ Oloron-Sainte-Marie — Pôle Gare | (Circulaire) Oloron-Sainte-Marie — Pôle Gare ⥋ Oloron-Sainte-Marie — Pôle Gare | (Circulaire) Oloron-Sainte-Marie — Pôle Gare ⥋ Oloron-Sainte-Marie — Pôle Gare | (Circulaire) Oloron-Sainte-Marie — Pôle Gare ⥋ Oloron-Sainte-Marie — Pôle Gare | (Circulaire) Oloron-Sainte-Marie — Pôle Gare ⥋ Oloron-Sainte-Marie — Pôle Gare | (Circulaire) Oloron-Sainte-Marie — Pôle Gare ⥋ Oloron-Sainte-Marie — Pôle Gare | (Circulaire) Oloron-Sainte-Marie — Pôle Gare ⥋ Oloron-Sainte-Marie — Pôle Gare | (Circulaire) Oloron-Sainte-Marie — Pôle Gare ⥋ Oloron-Sainte-Marie — Pôle Gare |
| 2     | Ouverture / Fermeture 1er avril 2014 / — | Longueur —                                                                     | Durée 29 min                                                                   | Nb. d’arrêts 23                                                                | Matériel Minibus                                                               | Jours de fonctionnement L, Ma, Me, J, V, S                                     | Jour / Soir / Nuit / Fêtes O / N / N / N                                       | Voy. / an —                                                                    | Exploitant TPO                                                                 |
| 2     | Desserte : - Villes et lieux desservis : Oloron-Sainte-Marie (Pôle Gare, Les Trams, Place de Jacca, Union, Sainte-Croix, Barthou, Notre-Dame, Centre Hospitalier, Cimetière) - Gare(s) desservie(s) : Gare d'Oloron-Sainte-Marie                                                     |                                                                                |                                                                                |                                                                                |                                                                                |                                                                                |                                                                                |                                                                                |                                                                                |
| 2     | Autre : - Arrêts non accessibles aux UFR : — - Particularités : - - Date de dernière mise à jour : 12 avril 2015. |                                                                                |                                                                                |                                                                                |                                                                                |                                                                                |                                                                                |                                                                                |                                                                                |
| 2     | Dernière actualisation : — |                                                                                |                                                                                |                                                                                |                                                                                |                                                                                |                                                                                |                                                                                |                                                                                |

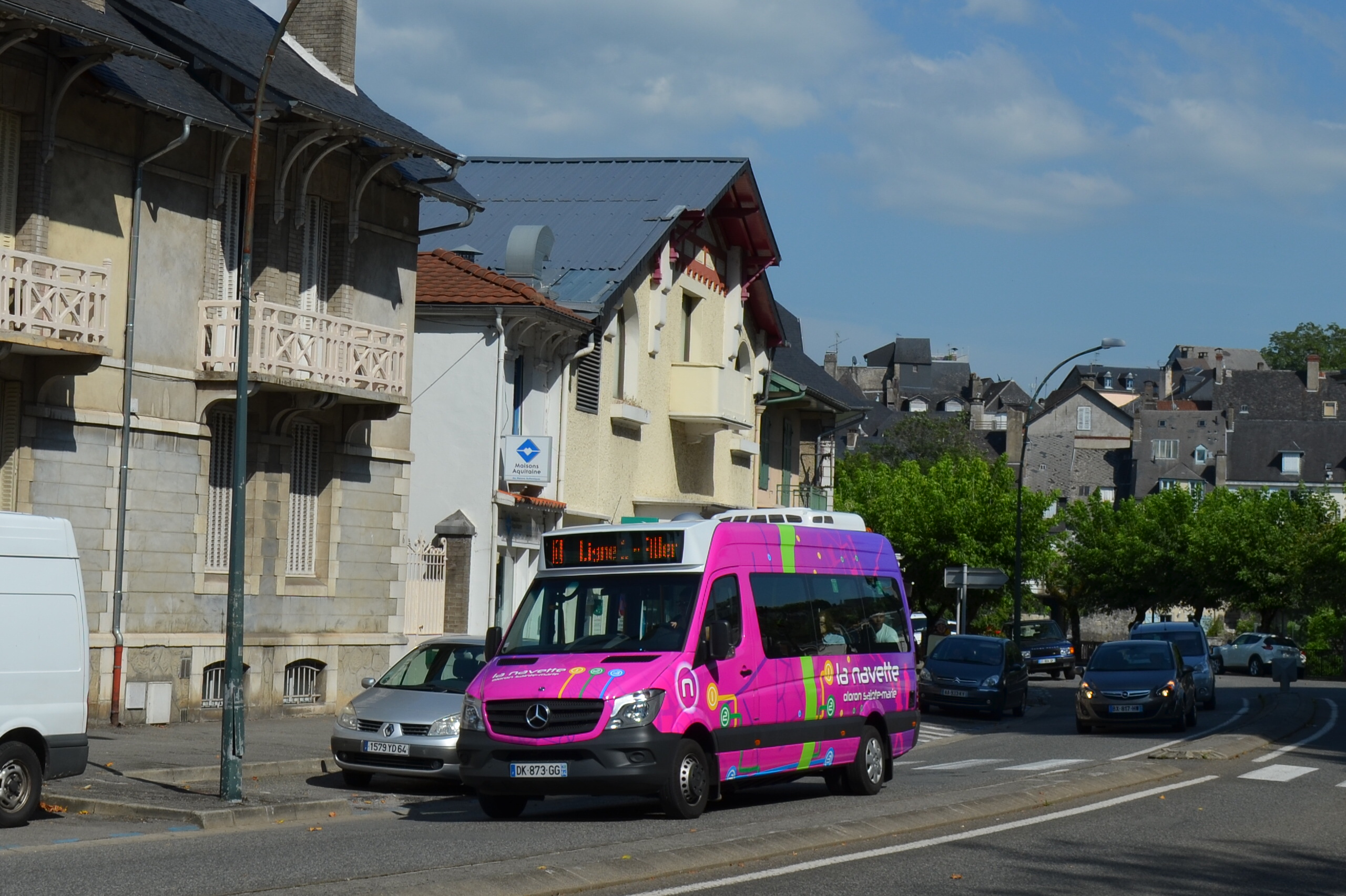
Ligne 1 Avenue Sadi Carnot
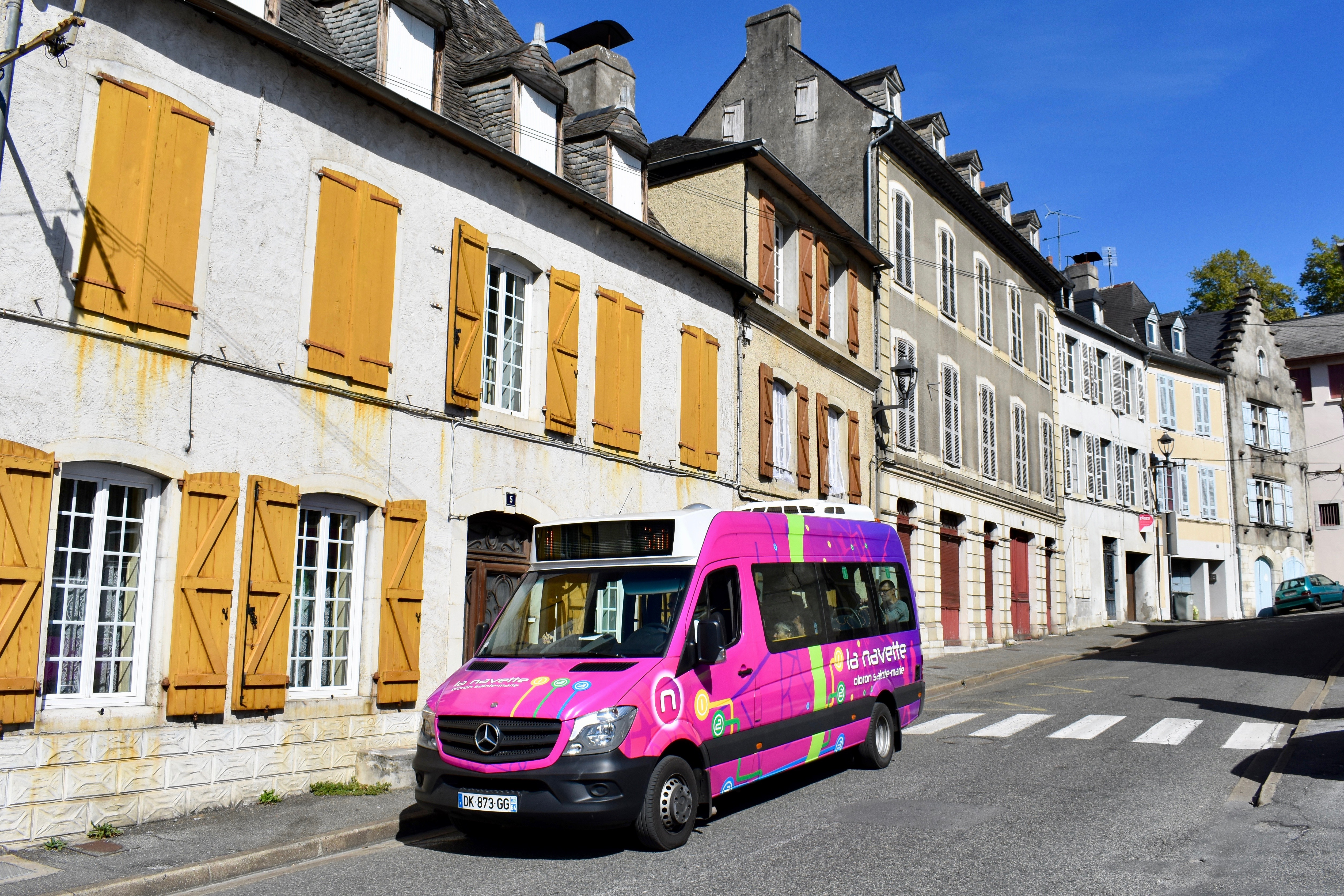
Ligne 2

### Lignes express
| Ligne | Caractéristiques | Caractéristiques                                                  | Caractéristiques                                                  | Caractéristiques                                                  | Caractéristiques                                                  | Caractéristiques                                                  | Caractéristiques                                                  | Caractéristiques                                                  | Caractéristiques                                                  |
| EXP   | Express | Express                                                           | Express                                                           | Express                                                           | Express                                                           | Express                                                           | Express                                                           | Express                                                           | Express                                                           |
| EXP   | Oloron-Sainte-Marie — Pôle Gare ⥋ Oloron-Sainte-Marie — Pôle Gare | Oloron-Sainte-Marie — Pôle Gare ⥋ Oloron-Sainte-Marie — Pôle Gare | Oloron-Sainte-Marie — Pôle Gare ⥋ Oloron-Sainte-Marie — Pôle Gare | Oloron-Sainte-Marie — Pôle Gare ⥋ Oloron-Sainte-Marie — Pôle Gare | Oloron-Sainte-Marie — Pôle Gare ⥋ Oloron-Sainte-Marie — Pôle Gare | Oloron-Sainte-Marie — Pôle Gare ⥋ Oloron-Sainte-Marie — Pôle Gare | Oloron-Sainte-Marie — Pôle Gare ⥋ Oloron-Sainte-Marie — Pôle Gare | Oloron-Sainte-Marie — Pôle Gare ⥋ Oloron-Sainte-Marie — Pôle Gare | Oloron-Sainte-Marie — Pôle Gare ⥋ Oloron-Sainte-Marie — Pôle Gare |
| ----- | --- | ----------------------------------------------------------------- | ----------------------------------------------------------------- | ----------------------------------------------------------------- | ----------------------------------------------------------------- | ----------------------------------------------------------------- | ----------------------------------------------------------------- | ----------------------------------------------------------------- | ----------------------------------------------------------------- |
| EXP   | Ouverture / Fermeture 1er avril 2014 / — | Longueur —                                                        | Durée 20 min                                                      | Nb. d’arrêts 6                                                    | Matériel Minibus                                                  | Jours de fonctionnement L, Ma, Me, J, V, S                        | Jour / Soir / Nuit / Fêtes O / N / N / N                          | Voy. / an —                                                       | Exploitant TPO                                                    |
| EXP   | Desserte : - Villes et lieux desservis : Oloron-Sainte-Marie (Pôle Gare, Piscine, Jaca, Labarraque, Sainte-Croix, Navarro) - Gare(s) desservie(s) : Gare d'Oloron-Sainte-Marie            |                                                                   |                                                                   |                                                                   |                                                                   |                                                                   |                                                                   |                                                                   |                                                                   |
| EXP   | Autre : - Arrêts non accessibles aux UFR : — - Particularités : Ligne fonctionnant du lundi au vendredi avec deux départs 12h00 et 17h15. - Date de dernière mise à jour : 12 avril 2015. |                                                                   |                                                                   |                                                                   |                                                                   |                                                                   |                                                                   |                                                                   |                                                                   |
| EXP   | Dernière actualisation : — |                                                                   |                                                                   |                                                                   |                                                                   |                                                                   |                                                                   |                                                                   |                                                                   |

### Parcs relais
Actuellement 4 parcs relais sont en service à proximité d'arrêts de la navette :
- Arrêt "Mondine" : parking Mondine (avenue Saint-Cricq)
- Arrêt "Stade Saint-Pée - Lycée Guynemer" : parking du Stade Saint-Pée (route de Féas)
- Arrêt "Tassigny" : parking de la Salle Palas (rue Jean Moulin)

- Arrêt "Lycée IV septembre" : parking du Lycée Quatre-Septembre (Esplanade des laneficiers)

## Projets
Parmi les demandes les plus récurrentes, il y a la desserte des communes de la Communauté de communes du Piémont Oloronais, par un service TAD, en partenariat avec la région comme c’est le cas pour le service Mobilacq par exemple.